# ヒヤシンス
ヒヤシンス（風信子、飛信子、学名: Hyacinthus orientalis）は、キジカクシ科ツルボ亜科ヒヤシンス属の球根性多年草。ヒアシンスとも表記する。耐寒性秋植え球根として扱われ、鉢植えや水栽培などで観賞される。

## 形態・生態
春先に香りのよい花を咲かせる。原種本来の花色は青紫色のみだが、園芸品種には暖色から寒色までさまざまな色彩が濃淡豊かに揃う。生育適温は20℃前後と、冷涼な気候を好む。

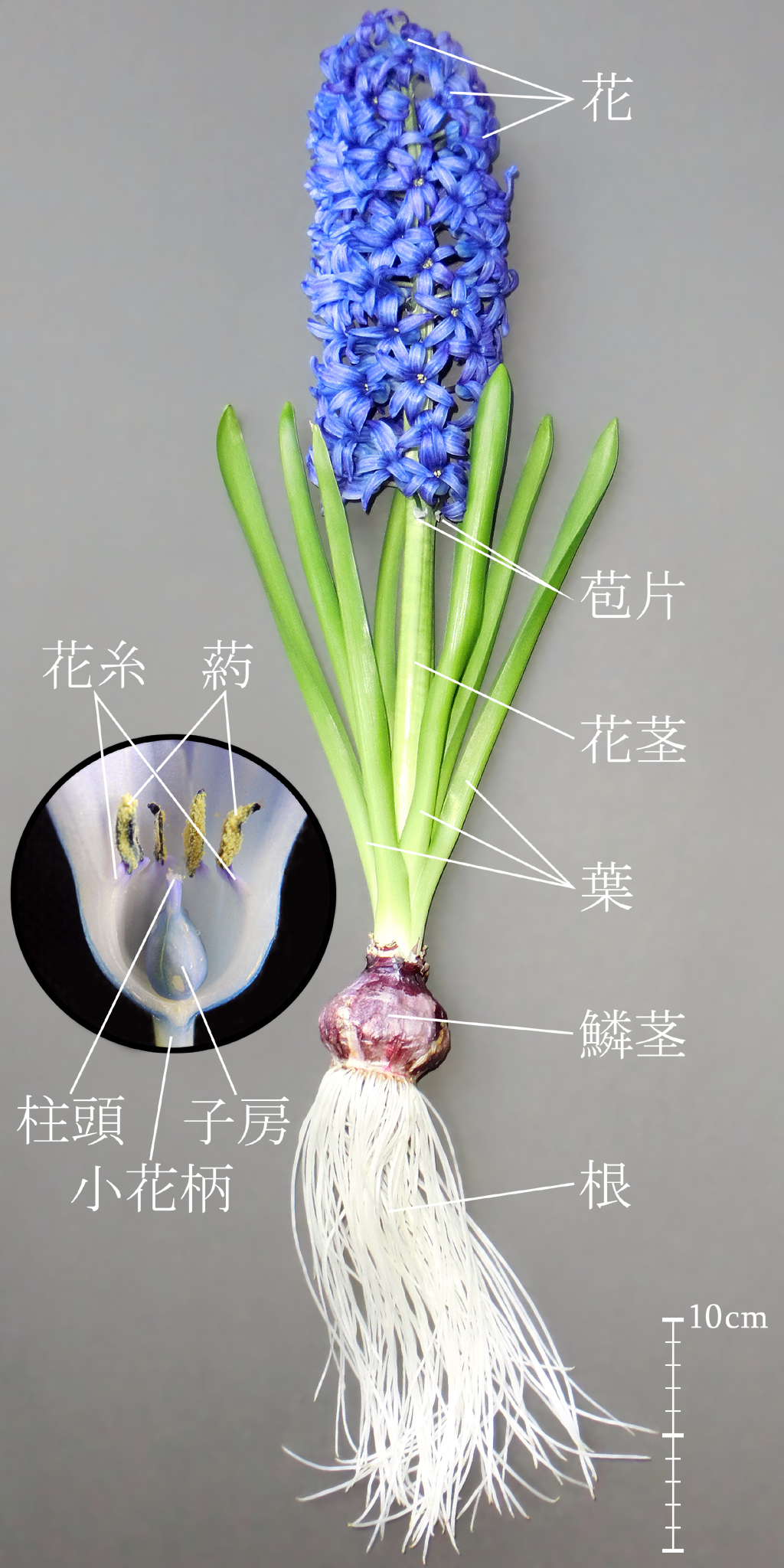
全草の構造
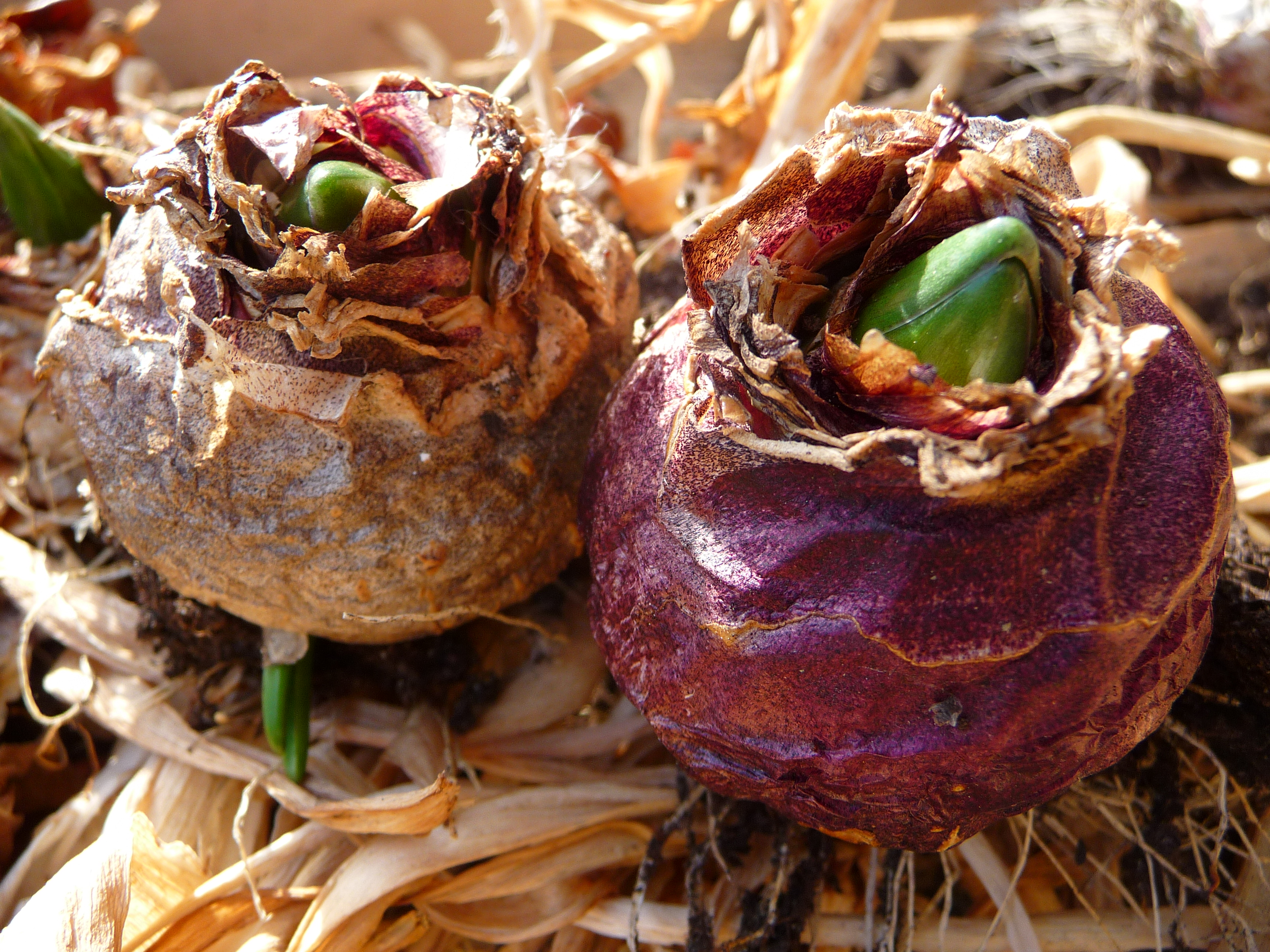
球根
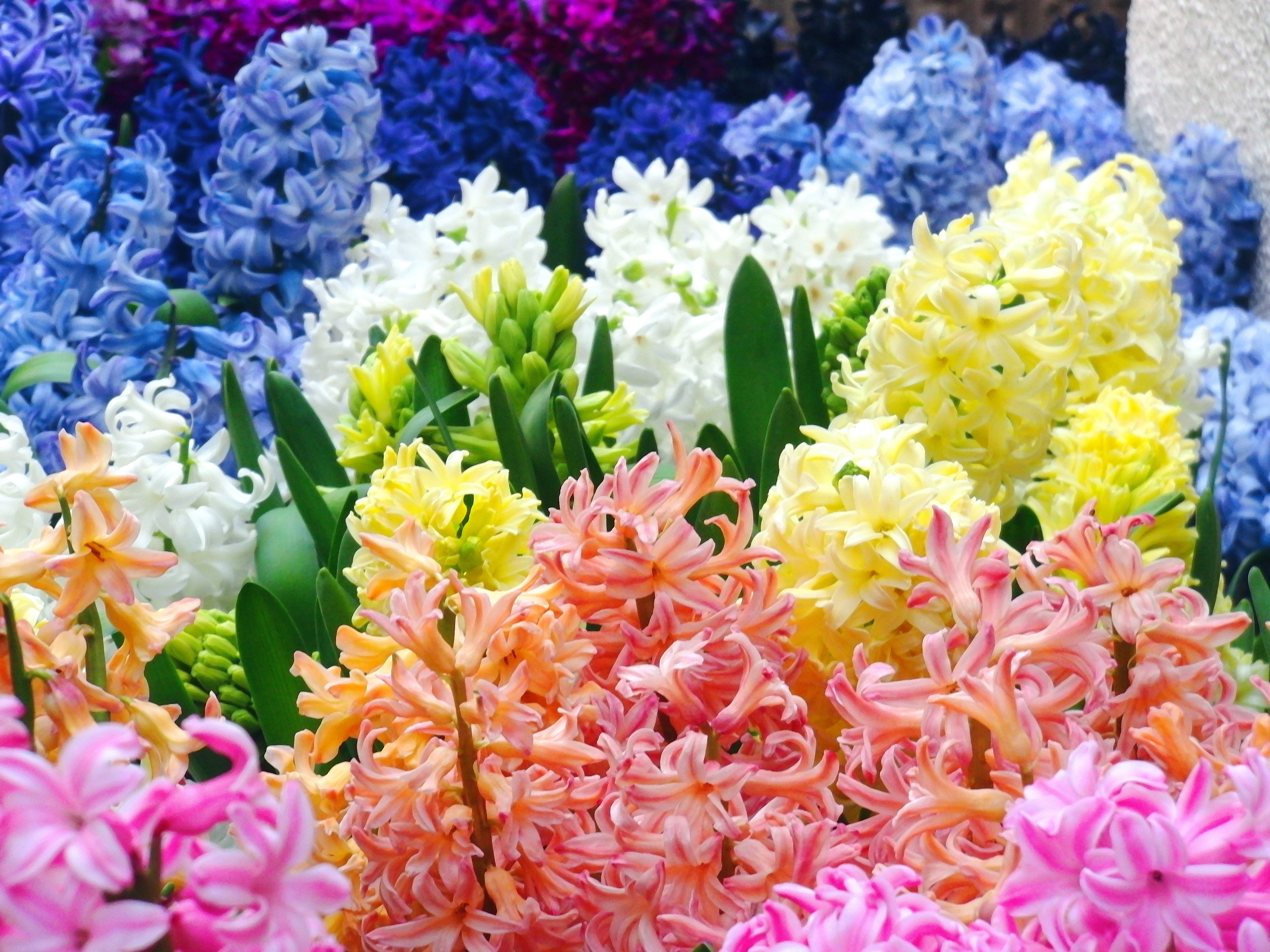
花
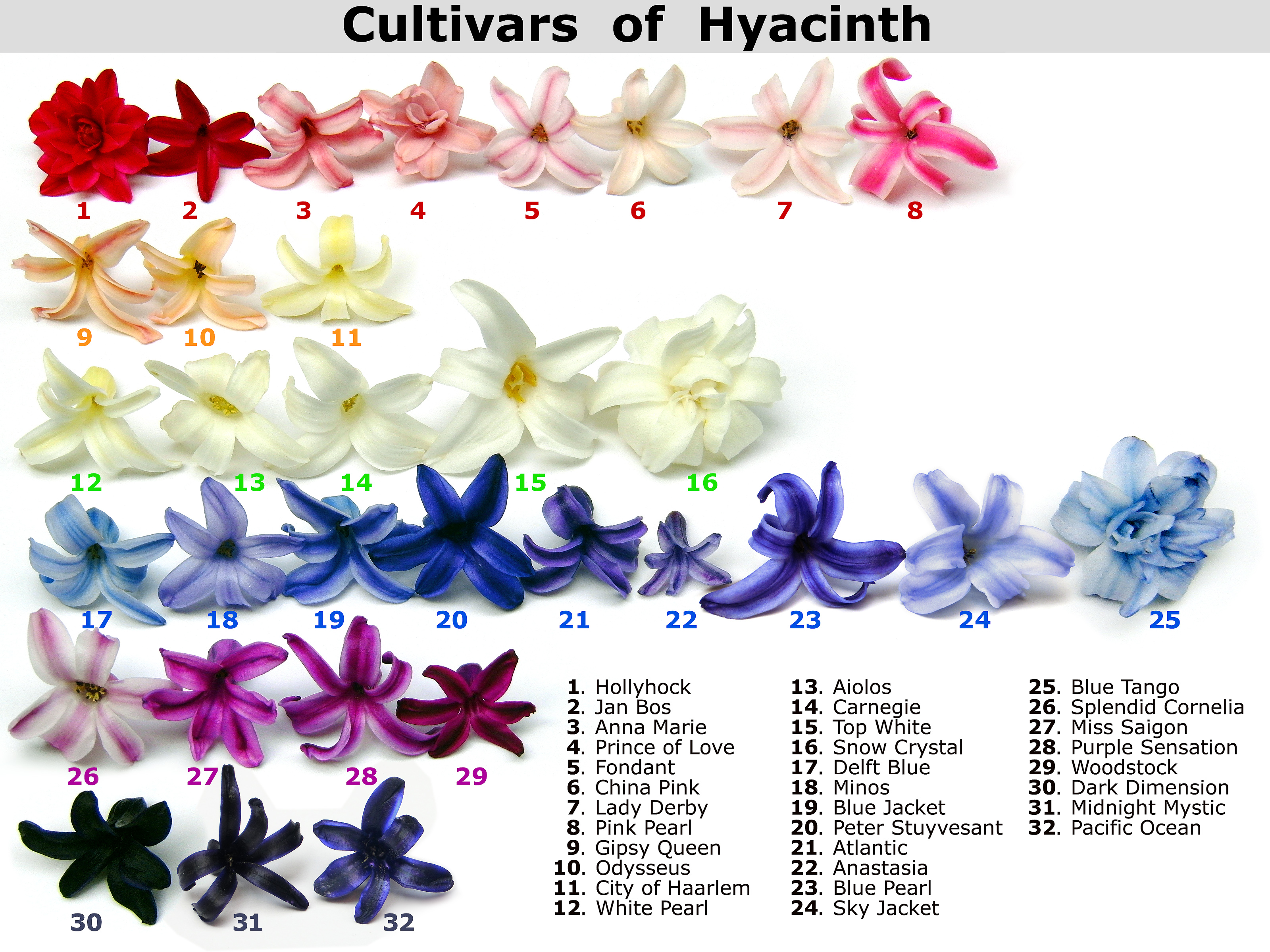
さまざまな園芸品種
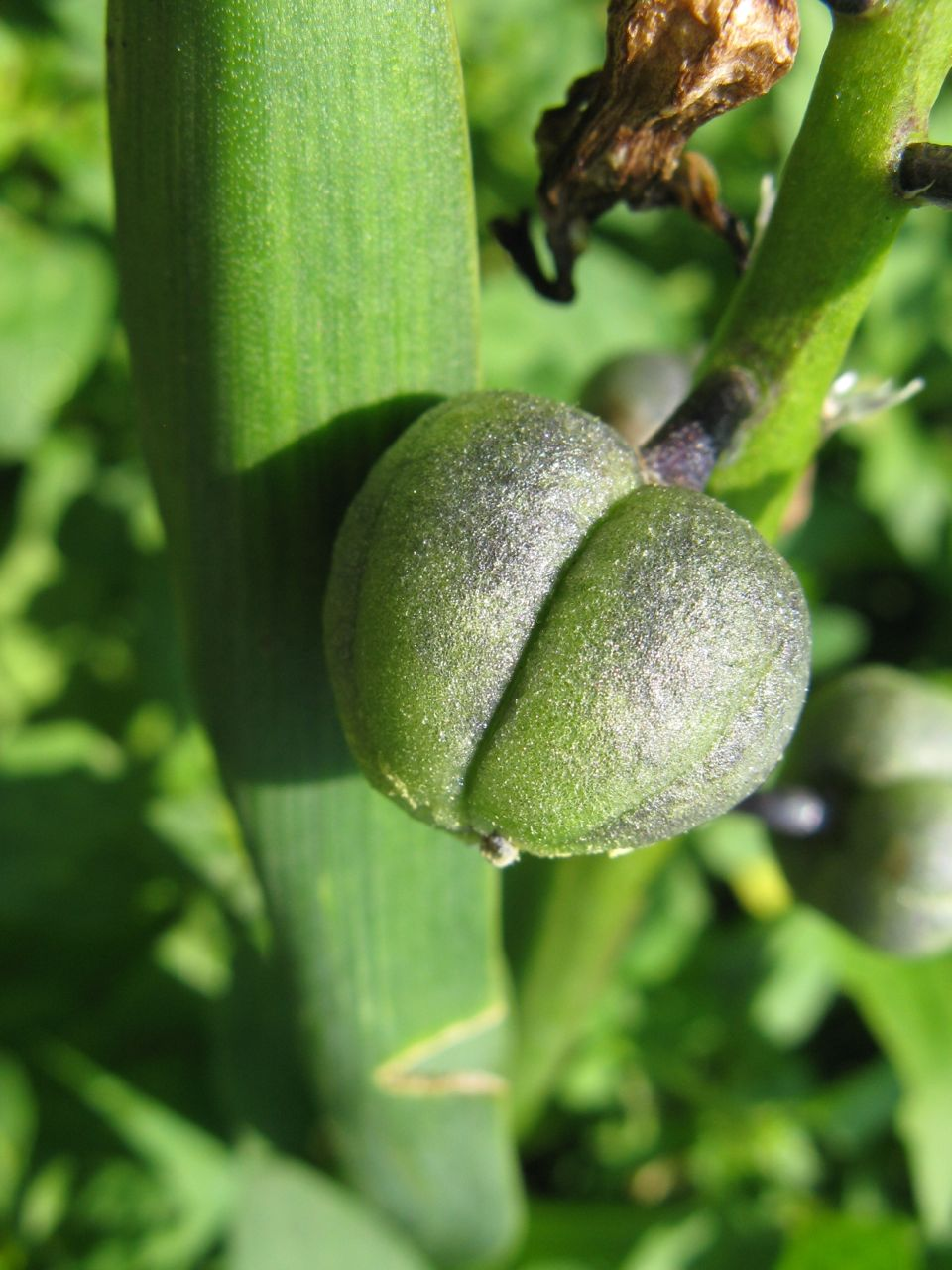
果実
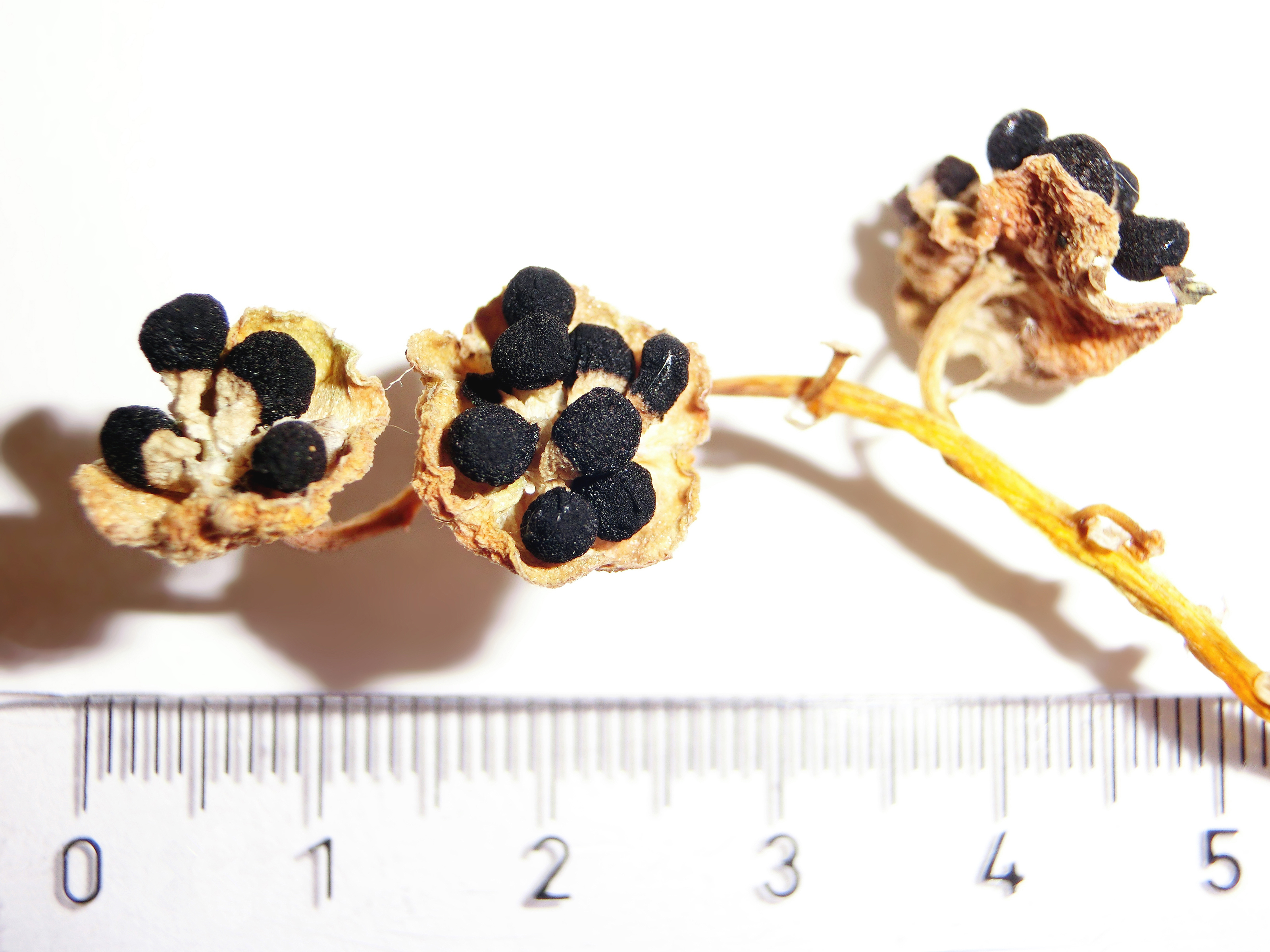
完熟した蒴果
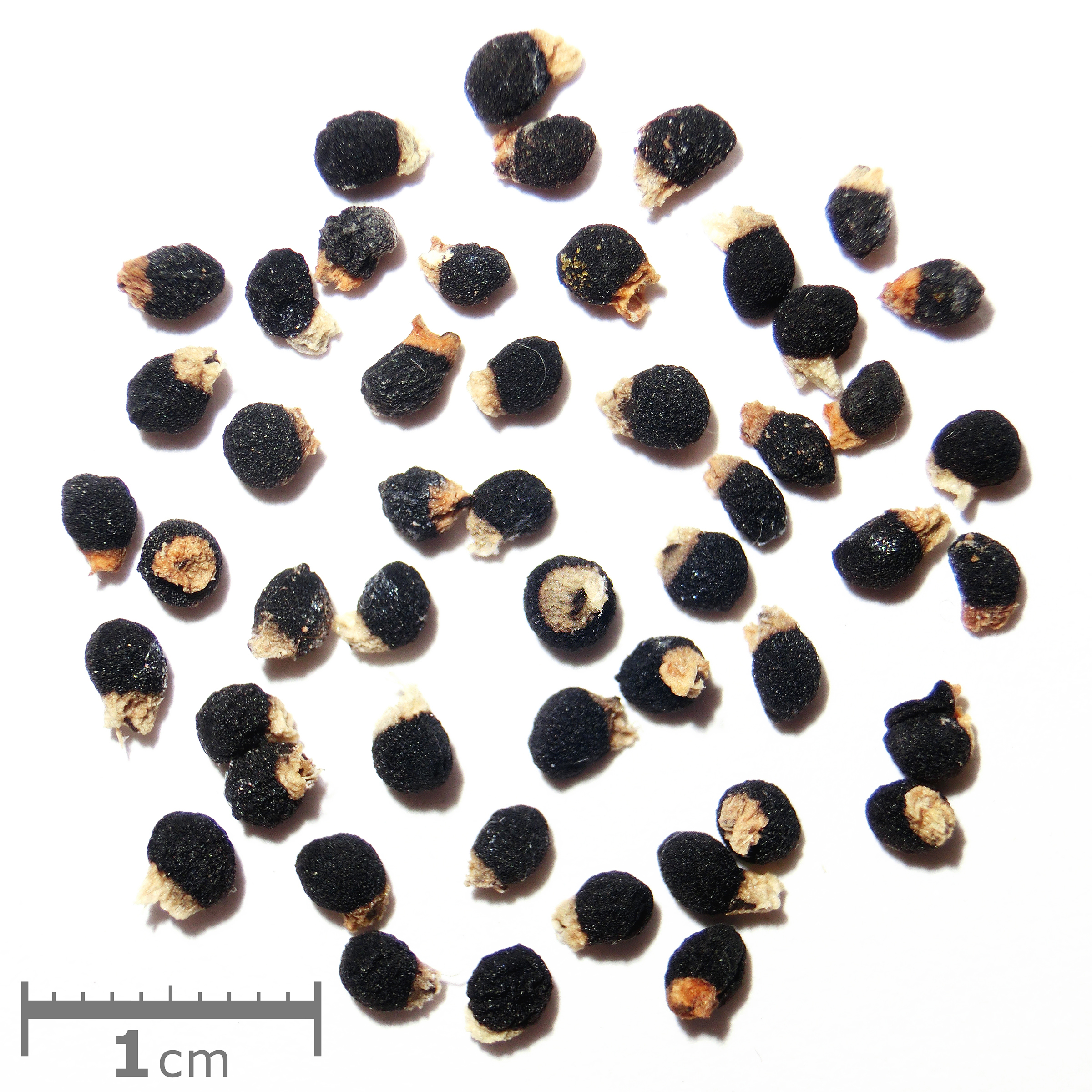
種子

## 分布
地中海東部沿岸（トルコ、シリア、レバノン、イスラエル）からイラン、トルクメニスタン付近の原産。

## 人間との関わり
オスマン帝国で栽培され、園芸化された。スルタンムラト3世は1583年に山地から5万本のヒヤシンスをイスタンブールに集めさせたという。16世紀前半にはヨーロッパにもたらされ、イタリアで栽培されていた。16世紀末にはイギリスに伝来し、フローリスト（園芸愛好家）に注目され、18世紀から19世紀にかけて盛んに育種が行なわれ、数百の品種が作られた。しかし、イギリス系のヒヤシンスは20世紀初頭に衰退し、現在は品種もほとんど残っていない。これとは別に、現在普通に栽培されるのは地中海北東部原産のダッチヒヤシンスで、18世紀から主にオランダで改良され、2,000以上の栽培品種が作出された。これは、1本の茎に青、紅、白、淡黄色などの花を多数つける。また、ローマンヒヤシンス（H. o. var. albulus）と呼ばれる変種があり、耐寒性はあまり強くなく、やや小さい青や白の花をつける。
ヒヤシンスの名は、ギリシャ神話の美青年ヒュアキントスに由来する。同性愛者であった彼は、愛する医学の神アポロン（彼は両性愛者であった）と一緒に円盤投げに興じていた（古代ギリシャでは同性愛は普通に行われ、むしろ美徳とされていた）。しかし、その楽しそうな様子を見ていた西風の神ゼピュロス（彼もヒュアキントスを愛していた）は、やきもちを焼いて、意地悪な風を起こした。その風によってアポロンが投げた円盤の軌道が変わり、ヒュアキントスの額を直撃してしまった。アポロンは医学の神の力をもって懸命に治療するが、その甲斐なくヒュアキントスは大量の血を流して死んでしまった。ヒヤシンスはこの時に流れた大量の血から生まれたとされる。なお、ヒュアキントスが流した血から咲いた花は、実際はアイリスの一種であったと考えられている。
日本には1863年（文久3年）に渡来した。伊藤圭介の門下にあった田中芳男が「田中芳男君七六展覧会記念誌」において語ったところによると、「文久三年二月になりまして、フランスから一年生の花物の種子や球根植物その他いろいろのものが伝わりました。その花物の中には、ムギカラハナ、キンギョソウ、ヤグルマソウ、ヒエンソウなどが来ました。これがフランスから来て日本に出来た初めであります。球根の方はチューリップ、ヒヤシンス、その他水仙の珍奇なものなぞあって、それは日本人には珍しかった。」とある。また、渡辺規綱が著し、伊藤圭介の五女である小春が写本を描いた「新渡花葉図譜」の坤巻（第2巻）には「フシヤシントウ」の名で八重咲の紫花種と一重咲の橙花種の図があり、1867年（慶応3年）にオランダから新たに渡来したとの記述がある。

## ヒヤシンス属
ヒヤシンス属（ぞく、学名: Hyacinthus）は、キジカクシ科の属の一つ。3種がある。ただし、H. litwinowii と H. transcaspicus を別属 Hyacinthella に移し、Hyacinthus を1種のみとする説もある。
- Hyacinthus litwinowii
- ヒヤシンス Hyacinthus orientalis
- Hyacinthus transcaspicus